# 古田拡
古田 拡（ふるた ひろむ、1896年 - 1985年7月1日）は、日本の国文学者、国語教育者。和光大学名誉教授。
東京教育大学教授、法政大学教授、和光大学教授を歴任。1980年、共著『源氏物語の英訳の研究』で毎日出版文化賞受賞。国語学者の古田東朔は長男、児童文学者の古田足日は次男。

## 著書
- 国語教室 よびあふもの第1編 同志同行社 1939
- 聞くこと 福村書店 1952
- 聞くことの教育 習文社 1952
- 国語教材研究 法政大学出版局 1957
- 授業における問答の探究 明治図書出版 1963
- 教師の話術 共文社 1963
- 名教師名校長 共文社 1965
- 教師一代 共文社 1966
- 国語教室の機微と創造 明治図書出版 1970
- 霜後の花 随筆　明治図書出版 1970
- 個を育てる感想文指導・その発見と展開 鷹の羽会編 近代文芸社 1990

## 共編著
- 小学校の文法学習 （編）明治図書出版 1955
- 中学校の文法学習 （編著）明治図書出版 1961
- 「冬景色」論争 垣内・芦田理論の検討 西郷竹彦共編 明治図書出版 1970
- 国語教室の建設 授業展開の論理と方法 野溝智雄共著 新光閣書店 1971
- 『綴方十二ケ月』の意義と価値 野地潤家共編 文化評論出版 1971
- 源氏物語の英訳の研究 高杉一郎他共著 教育出版センター 1980